# Andarab (district)
Pour les articles homonymes, voir Andarab.

Les districts de la province de Baghlan.
Le district d'Andarab est en rose, à l'est.

Le district d'Andarab est un district de la province de Baghlan, en Afghanistan.

## Démographie
Le district d'Andarab a une population de 120 642 habitants en 2004. Elle est composée essentiellement de Tadjiks.

## Géographie
Le district d'Andarab est situé à l'est de la province de Baghlan.

## Administration
La capitale du district d'Andarab est le village de Andarab.